# アジア太平洋

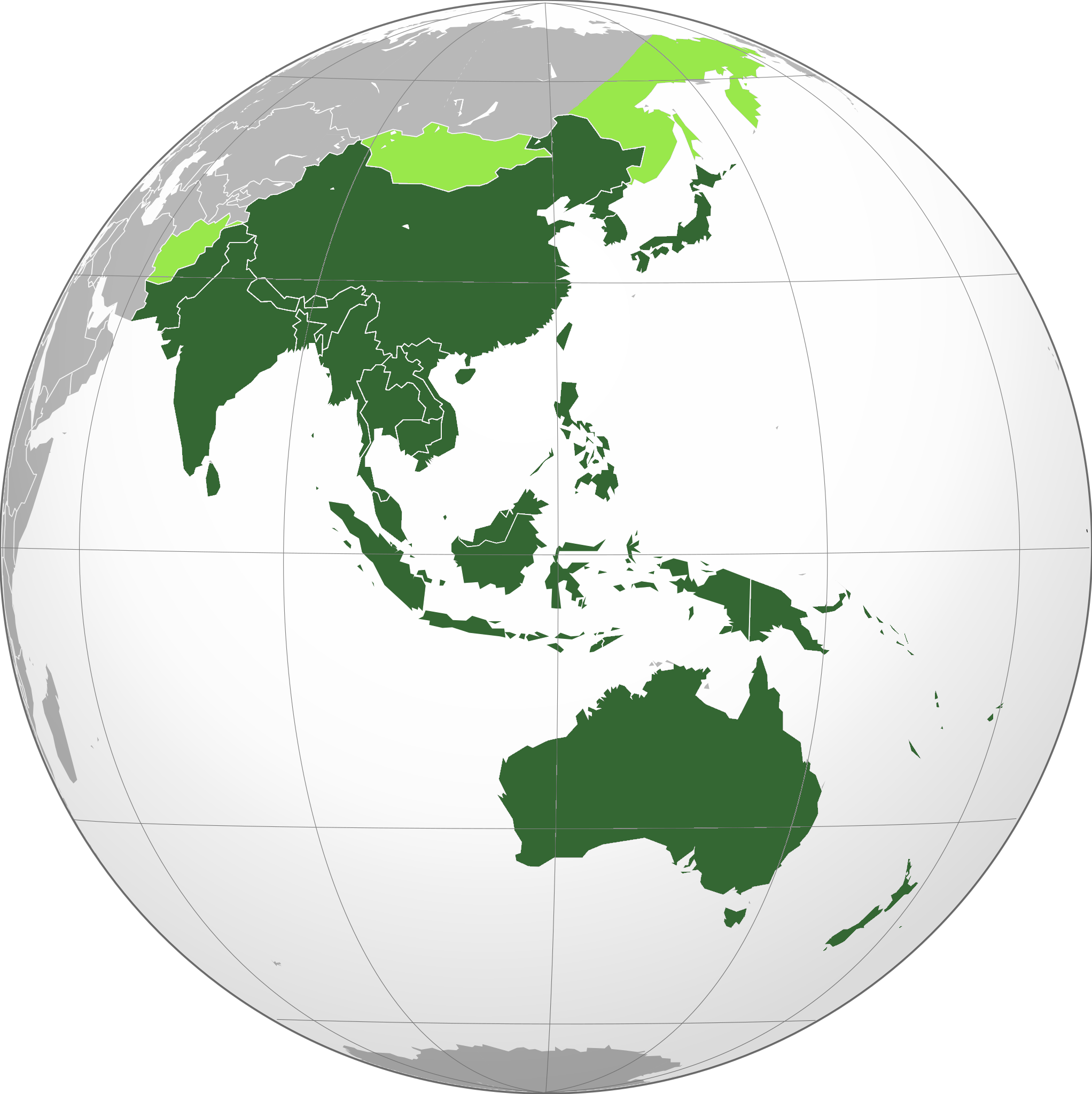
アジア太平洋地域の一般的な定義を示す地図。緑色はアジア太平洋の主要国を指し、黄緑色は含まれることのある地域を指す。

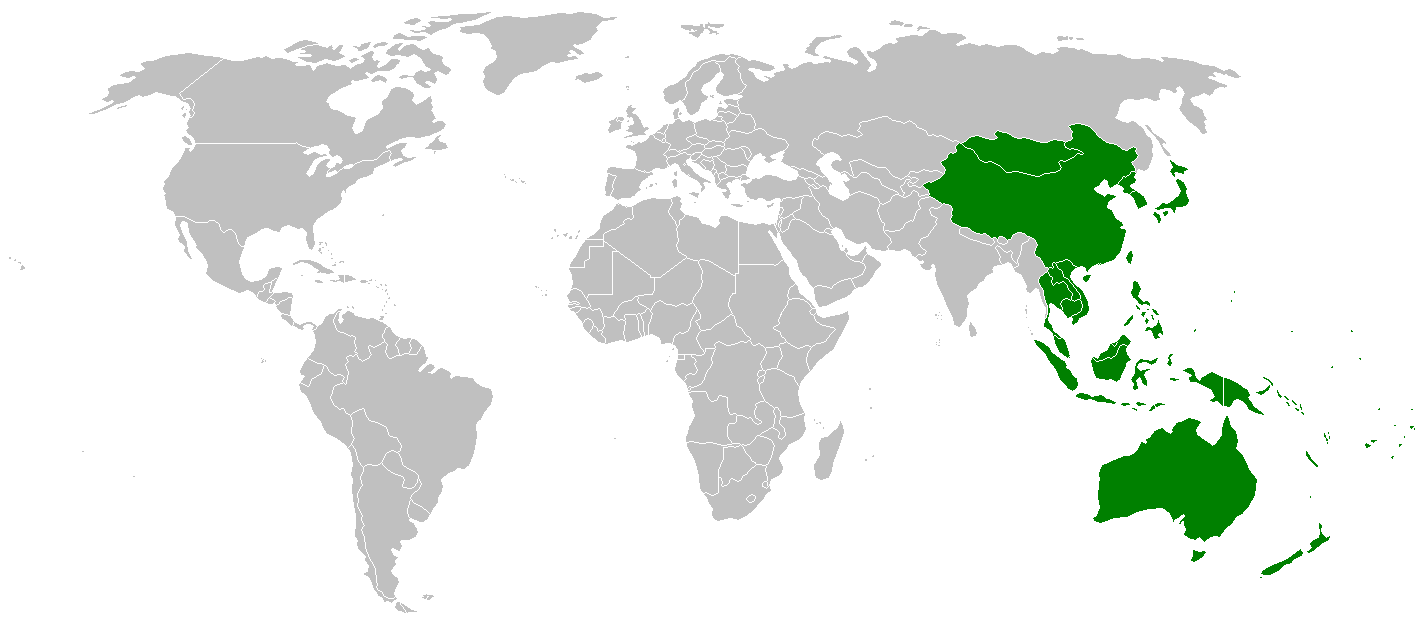
アジア太平洋の例

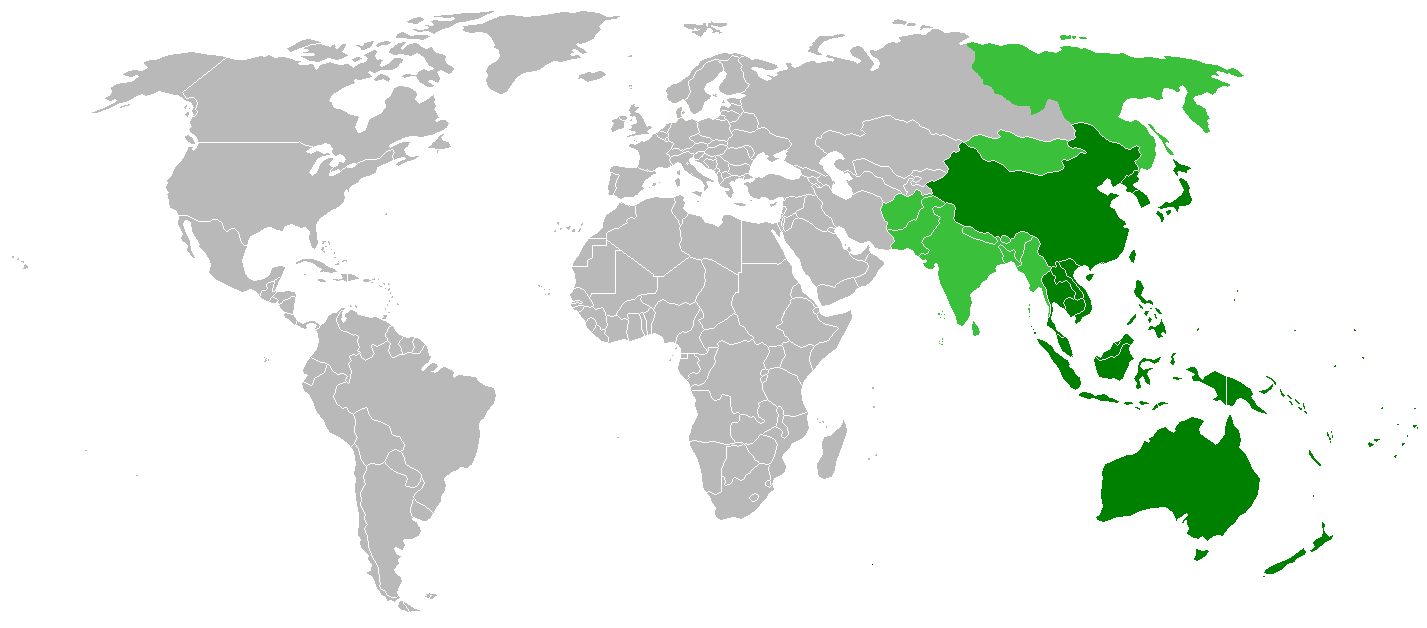
アジア太平洋の例

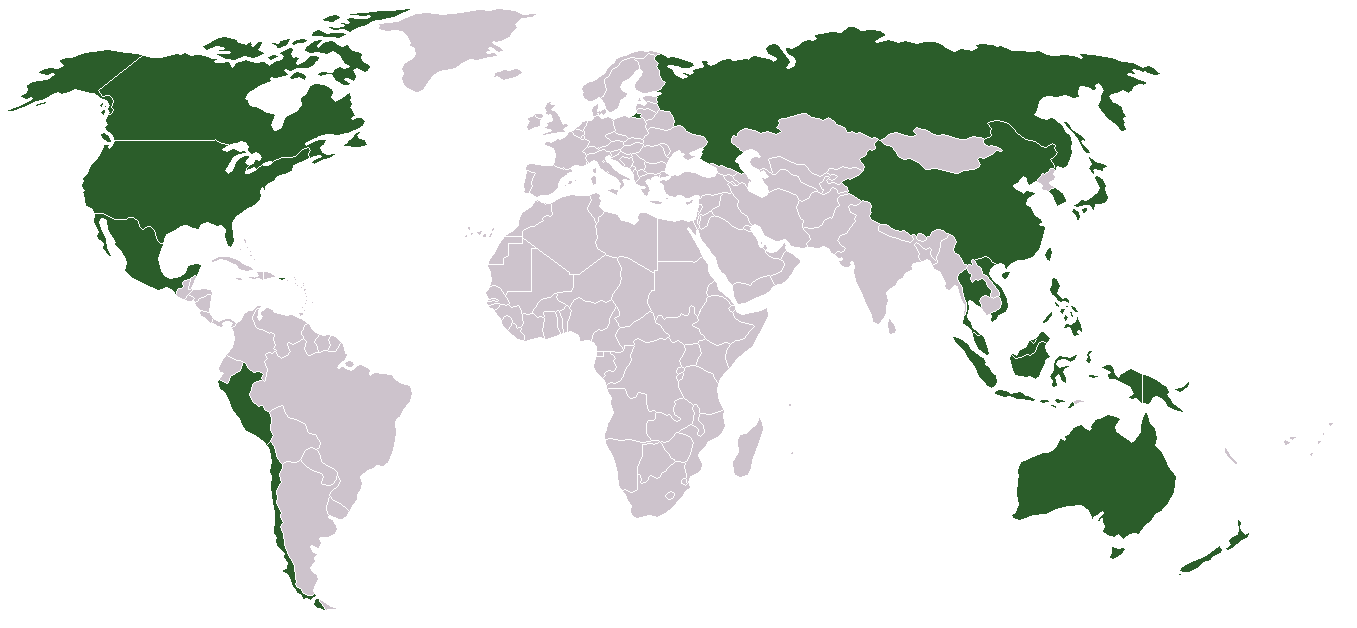
アジア太平洋経済協力諸国

アジア太平洋（アジアたいへいよう、Asia‐Pacific）は、アジアから太平洋にかけての地域である。Asia-Pacificを略してAPAC、Asia-Pac、AsPacなどと称される。この言葉が指す地域は文脈によって異なるが、通常は西太平洋とその周辺の地域を指し、東アジア（東北アジア）、南アジア、東南アジア、中央アジア、西アジア、オセアニアが含まれる。
この用語には、北太平洋が面するロシアや、東太平洋が面するアメリカ大陸西海岸の諸国が含まれる場合もある。例えば、アジア太平洋経済協力(APEC)には、ロシア、カナダ、アメリカ合衆国、メキシコ、ペルー、チリが含まれる。世界をアメリカ・EMEA・アジア太平洋に3分割する場合の「アジア太平洋」には、中東を除くアジアの全域とオセアニアの全域が含まれる。いずれの場合も、アジアではあっても西アジアがアジア太平洋に含まれることはほとんどない（広義での「東アジア」という意味合いもある）。
全体として、「アジア太平洋」の明確な定義は存在せず、それが指す地域は文脈により異なる。この用語は1980年代後半ごろから商取引、金融、政治の分野で一般的になった。実際、この地域の経済は多様であるにもかかわらず、地域内のほとんどの国は急成長を遂げている新興市場である。
統計などでは、アジア太平洋から日本を除外した地域を統計の区分とすることがある。このような区域は「日本を除くアジア太平洋」（Asia-Pacific excluding Japan 又は Asia-Pacific except Japan、APeJ、APEJ）と呼ばれ、日本を含む場合は、それを明確に示すためにAPJ、JAPA、JAPACと称することもある。他方で、「日本と中国を除くアジア太平洋」(Asia-Pacific excluding Japan and China)、「(日本を含む)アジア太平洋、ただし中国を除く」(Asia-Pacific excluding China や Asia-Pacific including Japan, but excluding China) といった区分が用いられるケースもある。

## アジア太平洋に含まれる国と地域

### アジア
東アジア
- 中国
  -  香港
  -  マカオ
- 日本
- 朝鮮民主主義人民共和国
- 韓国
- モンゴル
- 台湾

南アジア
- アフガニスタン
- バングラデシュ
- ブータン
- インド
- モルディブ
- ネパール
- パキスタン
- スリランカ

東南アジア
- ブルネイ
- カンボジア
- 東ティモール
- インドネシア
- ラオス
- マレーシア
- ミャンマー
- フィリピン
- シンガポール
- タイ
- ベトナム

中央アジア
- カザフスタン
- キルギス
- タジキスタン
- トルクメニスタン
- ウズベキスタン

西アジア
- バーレーン
- イラン
- イラク
- イスラエル
- ヨルダン
- クルディスタン地域
- クウェート
- レバノン
- オマーン
- パレスチナ
- カタール
- サウジアラビア
- シリア
- アラブ首長国連邦
- イエメン

### オセアニア
オーストララシア
- オーストラリア
  -  アシュモア・カルティエ諸島
  -  ハード島とマクドナルド諸島
  -  クリスマス島
  -  ココス諸島
  -  コーラル・シー諸島
  -  ノーフォーク島
  -  トレス海峡諸島
- ニュージーランド

メラネシア
- ブーゲンビル州
- フィジー
- ニューカレドニア
- パプアニューギニア
- ソロモン諸島
- バヌアツ
- 西パプア

ミクロネシア
- [[ファイル:Template:Country flag alias Chuuk State|border|25x20px|Template:Country alias Chuuk Stateの旗|link=]] [[Template:Country alias Chuuk State|Template:Country alias Chuuk State]]
- グアム
- キリバス
- マーシャル諸島
- ミクロネシア連邦
- ナウル
- 北マリアナ諸島
- パラオ
- ウェーク島

ポリネシア
- アメリカ領サモア
- クック諸島
- イースター島
- フランス領ポリネシア
- ハワイ州
- ニウエ
- ピトケアン諸島
- サモア
- トケラウ
- トンガ
- ツバル
- ウォリス・フツナ
- [[ファイル:Template:Country flag alias Midway Islands|border|25x20px|Template:Country alias Midway Islandsの旗|link=]] [[Template:Country alias Midway Islands|Template:Country alias Midway Islands]]
- [[ファイル:Template:Country flag alias Johnston Atoll|border|25x20px|Template:Country alias Johnston Atollの旗|link=]] [[Template:Country alias Johnston Atoll|Template:Country alias Johnston Atoll]]
- [[ファイル:Template:Country flag alias Howland Island|border|25x20px|Template:Country alias Howland Islandの旗|link=]] [[Template:Country alias Howland Island|Template:Country alias Howland Island]]
- [[ファイル:Template:Country flag alias Palmyra Atoll|border|25x20px|Template:Country alias Palmyra Atollの旗|link=]] [[Template:Country alias Palmyra Atoll|Template:Country alias Palmyra Atoll]]
- [[ファイル:Template:Country flag alias Kingman Reef|border|25x20px|Template:Country alias Kingman Reefの旗|link=]] [[Template:Country alias Kingman Reef|Template:Country alias Kingman Reef]]
- [[ファイル:Template:Country flag alias Jarvis Island|border|25x20px|Template:Country alias Jarvis Islandの旗|link=]] [[Template:Country alias Jarvis Island|Template:Country alias Jarvis Island]]
- [[ファイル:Template:Country flag alias Baker Island|border|25x20px|Template:Country alias Baker Islandの旗|link=]] [[Template:Country alias Baker Island|Template:Country alias Baker Island]]
- [[ファイル:Template:Country flag alias Isla Salas y Gómez|border|25x20px|Template:Country alias Isla Salas y Gómezの旗|link=]] [[Template:Country alias Isla Salas y Gómez|Template:Country alias Isla Salas y Gómez]]

### 世界の地域区分
- アメリカ州 (Americas)
- ヨーロッパ、中東及びアフリカ (EMEA)